# خودلگامی
خودلگامی یا خویش‌مهاری یا مهار نفس یا خودکنترلی (به انگلیسی: Self-control) در روان‌شناسی، یک فرایند شناختی است که برای مهار برخی احساسات و رفتارها در مقابل وسوسه‌ها و تکانه‌ها عمل می‌کند. این جنبه از خودتنظیمی (به انگلیسی: self-regulation) به افراد امکان دستیابی به اهداف را می‌دهد.